# Aquitania
Aquitania (en francés: Aquitaine; en occitano: Aquitània; en euskera: Akitania) fue una antigua región de Francia, desaparecida el 31 de diciembre de 2015. Estaba formada por los departamentos de Dordoña, Gironda, Landas, Lot y Garona y Pirineos Atlánticos. Limitaba, al norte, con la región de Poitou-Charentes; al noreste, con la del Lemosín; al este, con la de Mediodía-Pirineos; al sur con España (Aragón y Navarra y por el suroeste a  Guipúzcoa), teniendo por el oeste al océano Atlántico. La capital de Aquitania era Burdeos.  
En el marco de la reforma territorial emprendida en 2014, Aquitania se fusionó el 1 de enero de 2016 con las regiones limítrofes de Poitou-Charentes y Lemosín. El nombre provisional de esta nueva región fue Aquitania-Lemosín-Poitou-Charentes y el nombre permanente es Nueva Aquitania.
En el transcurso de los siglos, el territorio histórico que correspondía a la región de Aquitania cambió, tanto en extensión como en nombre (reino y ducado de Aquitania, en un tiempo Guyena, Guyenne), a veces comprendiendo gran parte de lo que hoy es el suroeste de Francia (Gascuña) y el centro de Francia.

## Historia

La provincia romana de Galia Aquitania.

Durante la conquista romana de la Galia por Julio César, se llamaba así al territorio al sur del Garona, habitado por un pueblo de jinetes que el propio César califica de afín a los íberos. El mismo topónimo puede derivar, para algunos, de la palabra latina que significa «jinete»: «equites»; otros lo ven derivado de «aqua» («agua»), por la abundancia de balnearios (p.ej.: Dax (Aquae Tarbellicae)).
Durante el Imperio romano, el nombre se extendió también a la región entre el Garona y el Loira, posiblemente por estar débilmente celtizada, o porque Aquitania era pequeña. Antes de la romanización se hablaba una lengua, hoy muerta, conocida con el nombre de aquitano o euskera arcaico.
Durante la Alta Edad Media fue el territorio ampliado el que llevó el nombre de Aquitania, incluyendo la ciudad de Tolosa (Toulouse). Esta Aquitania fue primero entregada a los visigodos, después conquistada por los francos y finalmente estructurada como Ducado independiente. La región al sur del Garona recibía entonces el nombre de Vasconia (de donde procede «Gascuña») y permaneció independiente, uniéndose dinásticamente luego al Ducado de Aquitania. El Ducado de Aquitania y Vasconia acabó cediendo a la presión de los francos carolingios tras la invasión musulmana.
El nombre de Aquitania cayó posteriormente en desuso, siendo sustituido por otros como «Gascuña» (al sur del Garona) o «Guyena» (al norte del Garona). Recientemente ha sido recuperado para denominar una región de la República Francesa que abarca parte de Gascuña y todo el País Vasco Francés bajo su jurisdicción.

## Geografía
La región tenía una superficie de 41.400 km², que en términos de extensión es similar a la de Extremadura. Correspondía asimismo al 7,6 % de la superficie total de Francia.
Limitaba al suroeste con el río Bidasoa que la separa del País Vasco y el mar Cantábrico desde la desembocadura del río Bidasoa hasta la del río Adur (Costa-Vasco-Francesa), al oeste con el océano Atlántico desde la desembocadura del río Adur hasta el estuario de la Gironda (Costa de Plata), al norte con Poitou-Charentes, al este con Lemosín y Mediodía-Pirineos y al sur con los Pirineos, que la separan de España (Aragón y Navarra).
Esta región era atravesada por el meridiano de Greenwich.
Las ciudades más importantes de Aquitania eran Burdeos, Pau, Bayona, Agen, Biarritz, Périgueux, Bergerac, Dax y Libourne.

## Demografía
Población: 3.150.890 hab (4,95% de la población total de Francia) (2007).

## Cultura
El francés era el idioma oficial y más de 2 millones de personas hablan el occitano en su variedad gascona y 100,000 hablaban el vasco en su variedad suletino (en euskera: zuberera) y el dialecto navarro-labortano (en euskera, nafar-lapurtera). Con la gran inmigración que sufrieron Burdeos, Pau y otras ciudades de la región, cada vez más se hablaba otras lenguas, como el árabe o el español.
- Idiomas:
  - Idioma francés
  - Idioma occitano (Toda Aquitania, excepto País Vasco Francés y Gascuña)
  - Idioma euskera (País Vasco Francés)
  - Idioma gascón (dialecto del Idioma occitano. Gascuña)

Aquitania contaba con equipos profesionales de fútbol (Girondins de Bordeaux), rugby (Aviron Bayonnais, Biarritz Olympique, Union Bordeaux Bègles, Sporting Union Agen, Stade Montois, Section Paloise) y baloncesto (ÉB Pau-Orthez y Boulazac Basket Dordogne).
El Gran Premio de Pau es una carrera de automovilismo que se disputó por primera vez en 1901. Ha sido puntuable para el Campeonato Mundial de Turismos, la Fórmula 3 Euroseries y la Fórmula 3 Británica.

## Economía
El PIB de la desaparecida región se cifraba en 87 673 millones de euros en 2008, un 4,5 % de la riqueza nacional y colocaba a la región en el sexto lugar en la clasificación (ranking) de regiones francesas. El reparto del Valor Añadido por sectores era::
- Servicios: 71,5 % 72,3 %
- Industria: 17,1 % 20,3 %
- Agricultura: 5,9 % 2,8 % (cifra muy alta en comparación del resto del país)
- Construcción: 5,5 % 4,6 %

## Deportes
La región fue sede, y aun lo es, de muchos equipos deportivos exitosos. En particular, vale la pena mencionar:
- Fútbol: FC Girondins de Bordeaux, Pau FC y FC Libourne-Saint-Seurin
- Rugby (muy popular en la región): Sporting Union Agen Lot-et-Garonne, Aviron Bayonnais, Biarritz Olympique, Unión Bordeaux-Bègles, Section Paloise, Stade Montois y US Dax
- Baloncesto: Élan Béarnais Pau-Orthez, uno de los clubes franceses de mayor éxito

Las corridas de toros también son populares en la región.
Los principales campeonatos de surf tienen lugar regularmente en la costa de Aquitania.